# 이누이정
이누이정(犬居町)은 시즈오카현의 서부, 슈치군에 속해있던 정이다. 
현재의 하마마쓰시 덴류구 북동부, 기타강 중류 지역에 해당한다. 이 항목에서는 정이 되기 전의 명칭인 이누이촌에 대해서도 설명한다

## 역사
- 1889년 4월 1일 - 정촌제 시행에 의해 슈치군 이누이촌이 성립하였다.
- 1928년 11월 15일 - 이누이촌이 정으로 승격해, 이누이정이 되었다.
- 1956년 9월 30일 - 구마키리촌과 합병해 하루노정이 성립하여, 동일 이누이정은 폐지되었다.
- 1957년 8월 1일 - 하루노정이 게타촌과 합병해,  새로운 하루노정이 되었다.
- 2005년 7월 1일 - 하루노정이 하마마쓰시에  편입되었다.
- 2007년 4월 1일 - 하마마쓰시가 정령지정도시로 승격해, 구촌은 덴류구가 되었다.

## 명소・유적지・관광명소・축제・행사
- 아키하산 본궁 아키하 신사
- 이누가성터 - 토우에 아마노씨의 거성.

## 참고문헌
- 角川日本地名大辞典 22 静岡県